# Autumn Durald Arkapaw
Autumn Cheyenne Durald Arkapaw (* 14. Dezember 1979 in Ventura, Kalifornien) ist eine US-amerikanische Kamerafrau.

## Leben
Autumn Durald Arkapaw wurde als Autumn Durald in Kalifornien geboren und wuchs in der San Francisco Bay Area auf. Sie studierte an der Loyola Marymount University in Los Angeles, die sie mit einem Bachelor of Arts in Kunstgeschichte verließ. Daraufhin folgte ein Studium als Kamerafrau am American Film Institute. Dies beendete sie im Jahr 2009 mit einem Master of Arts.
Sie ist mit ihrem australischen Berufskollegen Adam Arkapaw verheiratet, unter dessen Leitung sie 2016 gemeinsam an dem Liebesdrama The Light Between Oceans und dem Actionfilm Assassin’s Creed zusammenarbeiteten. Beide sind Eltern eines Sohnes. Seit dem Jahr 2022 ist Autumn Durald Arkapaw Mitglied der American Society of Cinematographers (ASC).

## Karriere
Ab Ende der 2000er-Jahre sammelte sie als Kamerafrau Erfahrung bei Musikvideos und Independentfilmen. Erste Bekanntheit erlangte sie durch ihre Zusammenarbeit mit der Regisseurin Gia Coppola an dem Jugendfilm Palo Alto (2013) mit Emma Roberts, James Franco und Jack Kilmer in den Hauptrollen. Amerikanische Branchendienste wie Variety und IndieWire nahmen von ihr Notiz und zählten sie zu den vielversprechendsten Kameraleuten. Es folgten weitere Spielfilme wie Andrew Droz Palermo One & Two (2015), Max Minghellas Regiedebüt Teen Spirit (2018) und Ry Russo-Youngs The Sun is also a Star (2019). Regisseur Spike Jonze wählte sie als Kamerafrau für das Fernsehspecial Aziz Ansari: Right Now (2019) und seinen Dokumentarfilm Beastie Boys Story (2020) aus. Im Jahr 2020 folgte mit der preisgekrönten Tragikomödie Mainstream eine weitere Zusammenarbeit mit Gia Coppola.
Im Jahr 2021 war Durald Arkapaw Kamerafrau für die Fernsehserie Loki, ihrer ersten Arbeit an einer Produktion für das Marvel Cinematic Universe. Dafür erhielt sie Nominierungen für den Emmy und den Preis der Visual Effects Society (VES). Mit Ryan Cooglers Black Panther: Wakanda Forever folgte ein erneuter Auftrag für das Marvel-Franchise. Danach verantworte sie auch die Kamera bei Cooglers Horrorfilm Blood & Sinners (2025).

## Filmografie
- 2013: Palo Alto
- 2015: The Reflektor Tapes (Dokumentarfilm)
- 2018: Teen Spirit
- 2019: The Sun is also a Star
- 2020: Mainstream
- 2021: Loki (Fernsehserie, 6 Folgen)
- 2022: Black Panther: Wakanda Forever
- 2024: The Last Showgirl
- 2025: Blood & Sinners (Sinners)